# Jelenskij (obwód kostromski)
Jelenskij (ros. Еленский) – osiedle w Rosji, w obwodzie kostromskim, w rejonie niejskim. W 2021 liczyło 476 mieszkańców.